# Мартин, Уолтер Ральстон
Уолте́р Ра́льстон Ма́ртин (англ. Walter Ralston Martin) (10 сентября 1928 — 26 июня 1989) — американский евангелический священнослужитель, теолог, писатель и христианский апологет. Основатель околоцерковной информационно-консультационной организации по вопросам апологетики и контркультовой деятельности «Христианский исследовательский институт». Автор книги «Царство культов».

## Биография
Родился 10 сентября 1928 года в Нью-Йорке шестым и самым младшим ребёнком в семье Джорджа Вашингтона Мартина II (1876—1948) и Мод Эйнсворт (1892—1966). Его отец был известным человеком в адвокатской среде и до того как заняться частной практикой по уголовным делам, был помощником окружного прокурора. В 1920 году Джордж Мартин стал окружным судьёй и рассматривал некоторых из дел связанных с деятельностью преступной группировки «Корпорация убийств».
Его мать Мод Эйнсворт была родом из Чикаго. Её родителями были Джозеф Эйнсворт и Энни Янг. Она была одним из многочисленных детей, родившихся от этого брака. Впоследствии Мод была удочерена своими тётей и дядей. Её дядя Джеймс Макинтайр (1857—1937) был известным актёром водевиля, выступая в паре с Томас Хисом. Тётя — Эмма Мод Янг (1862—1935), танцовщица и исполнительница баллад, также известная как Мод Клиффорд и Мод Клифтон.
Детство Уолтера Мартина прошло в Бедфорд — Стайвесант.
В середине 1940-х окончил Школу Стоуни-Брук.
В 1952 году получил степень бакалавра гуманитарных наук в Шелтонском колледже.
В 1955-1960 годы — постоянный колумнист журнала Eternity.
В 1956 году получил степень магистра гуманитарных наук по философии религии в Нью-Йоркском университете, где его учителем был Дэннис Джеймс Кеннеди.
В 1976 году получил степень доктора философии по сравнительному религиоведению в Калифорнийском западном университете.
Мартин читал лекции в различных гуманитарных и библейских колледжах Кингс-колледж, Мелодилэндскую школу теологии, а также долгие годы был преподавателем Теологической семинарии Гордона-Конвелла. В 1980 году он присоединился к Джону Уорвику Монтгомери в продвижении включения апологетики в магистерскую программу в Школе права Саймона Гринлифа.
Умер 26 июня 1989 года у себя дома от сердечного приступа.

## Религиозная деятельность
Мартин начал выступать в качестве христианского апологета в возрасте пятнадцати лет, после того как получил крещение в церкви Хэгемэн в Школе Стоуни-Брук. В своих книгах и выступлениях Мартин неоднократно рассказывал о том, как на него повлияли Фрэнк Эли Габелейн, Уилбур Смит и Дональд Барнхаус. С Барнхаусом Мартина связывали долгие отношения, поскольку тот был его наставником и оказывал поддержку в изучении теологии адвентистов седьмого дня, как и способствовал росту в качестве священнослужителя. Кроме того Мартин долгое время работал научным сотрудником Национальной ассоциации евангеликов.
В 1951 году Мартин был рукоположен в пасторы у Истинных баптистов, но лишён сана из-за повторного вступления брак. Он встретился с пастором, которому принадлежал главный почин в вынесении такого решения и достиг с ним взаимного соглашения, после которого мог продолжать совершать бракосочетания по телевидению и исполнять общественные обязанности пастора во всей полноте так, как это предусмотрено у баптистов. Его положение в качестве священнослужителя долгое время было предметом споров, но его дочь Джилл Мартин-Риш предоставила необходимые разъяснения. Уолтер Мартин служил пастором в различных церквей в Нью-Йорке и Нью-Джерси в 1950—1960-е годы. В последующие годы Мартин служил в качестве пастора и проповедника Библии в Мелодилэндском христианском центре, а затем в Ньюпорт-Месском христианском центре в Калифорнии.
В 1980-е годы Мартин выступал с проповедями и лекциями на церковных и околоцерковных конференциях в Австралии и по всему миру, Бразилии, Кении и Новой Зеландии.

### Евангелическо-адвентистская дискуссия
Одним из наиболее острых вопросов, которого в начале своих исследований коснулся Мартин, была теология адвентистов седьмого дня, которые с самого своего появления и до 1950-х годов Церковь адвентистов седьмого дня рассматривались евангельскими христианами либо как экстремистская секта, либо как еретический культ. Мартин изначально разделял эту точку зрения, о чём прямо заявил в первом издании своей книги «Расцвет культов», вышедшей в 1955 году.
Однако он в корне изменил свой взгляд на адвентистов седьмого дня после многочисленных бесед с их руководителями и внимательного прочтения адвентистской литературы. Мартин поделился своими выводами с Барнхаусом, а затем в 1955—1956 годах они провели несколько небольших совместных конференций, где были приглашены Т. И. Анрух и Ле Рой Эвин Фрум. Свои выводы о теологии адвентизма Барнхаус и Мартин изложили в серии статей в журнале Eternity в сентябре-ноябре 1956 года. Они отмечали, что адвентисты в значительной степени придерживаются ортодоксального взгляда на основные положения христианства, но не придают серьёзного значения менее значимым положениям, поэтому вполне могут быть отнесены к евангельским христианам. В 1960 году Мартин изложил наиболее полно свой взгляд на адвентизм в книге «Правда об адвентистах седьмого дня», которая была снабжена предисловием Барнхауса и заявлением Х. В. Лоу, который являлся председателем Группы изучения и исследования Библии Генеральной конференции адвентистов седьмого дня. Несмотря на то, что Лоу выразил своё несогласие с критикой Мартином отличительных особенностей адвентизма, тем не менее он высоко оценил этот труд, отметив, что он позволит предоставить всем интересующимся «справедливое и точное изложение адвентистского учения». Тремя годами ранее комитет руководителей адвентистов седьмого дня подготовил и выпустил книгу «Ответы адвентистов седьмого дня на вопросы об учении». В то время как многие адвентисты приветствовали начинания Барнхауза и Мартина, были и другие адвентисты, которые поставили под сомнение сведения, изложенные в книге адвентистских руководителей.
В конце 1950-х—начале 1960-х мнения в евангелическом сообществе о позиции Барнхауса-Мартина в отношении адвентистов разделились. Одни, как Е. Шулер Инглиш, поддержали их точку зрения, другие, как Джон Герстнер, призывали всё трезво взвесить и оценить, а третьи, как Луис Талбот, Ян Карел Ван Баален, Гарольд Линдселл и Энтони Хоекама, выразили своё несогласие. После того как в среде евангеликов завязалась полемика, Мартин посчитал необходимым переосмыслить свою точку зрения и выступить в свою защиту. Это нашло своё отражение в приложении «Головоломка адвентистов седьмого дня» к вышедшей в 1965 году книге «Царство культов». В 1985 году в переиздании книги Мартин обновил приложение, которое после его смерти обновлялось снова и снова редакторами в изданиях 1997 и 2003 годов.

## Труды

### Книги
- Martin, Walter Ralston, and Norman H. Klann, Jehovah of the Watchtower (Biblical Truth Publishing, Paterson, New Jersey, 1953).This was revised and republished by Zondervan, Grand Rapids, 1956; revised again and republished by Moody Press, Chicago, 1974; and final revision published by Bethany House, Minneapolis, 1981. ISBN 0871232677
- _____________________, and Norman H. Klann, The Christian Science Myth (Biblical Truth Publishing, Paterson, New Jersey, 1954). This was revised and republished by Zondervan, Grand Rapids, 1955.
- Martin, Walter R., The Rise of the Cults (Zondervan, Grand Rapids, 1955). This text was revised and published by Zondervan, 1957, then revised and published by Vision House in 1977 and 1980; and finally completely revised and reissued under a new title Martin Speaks Out on the Cults (Vision House, Santa Ana, 1983). ISBN 088449103X
- The Christian and the Cults (Zondervan, Grand Rapids, 1956).
- Christian Science. Modern Cult Library Booklet Series. (Zondervan, Grand Rapids, 1957).
- Jehovah’s Witnesses. Modern Cult Library Booklet Series. (Zondervan, Grand Rapids, 1957).
- Mormonism. Modern Cult Library Booklet Series. (Zondervan, Grand Rapids, 1957).
- Unity. Modern Cult Library Booklet Series. (Zondervan, Grand Rapids, 1957).
- The Truth About Seventh-day Adventism (Zondervan, Grand Rapids, 1960).
- «Seventh-day Adventism» in The Challenge of the Cults, Harold Lindsell & Others (Zondervan, Grand Rapids, 1960), pp. 36–44.
- Essential Christianity: A Handbook of Basic Christian Doctrines (Zondervan, Grand Rapids, 1962). This was republished by Vision House, Santa Ana, 1975, and reissed with minor additions by Vision House, 1980. ISBN 0-88449-043-2
- The Maze of Mormonism (Zondervan, Grand Rapids, 1962). This was substantially expanded in a new revised edition published by Vision House, Santa Ana, 1978. ISBN 0-88449-017-3
- The Kingdom of the Cults (Zondervan, Grand Rapids, 1965). This text was revised and republished by Bethany Fellowship, Minneapolis, 1968. Further revised editions were published by Bethany in 1977 and 1985. Two very different posthumous editions have been published by Bethany, one under the editorship of Hank Hanegraaff, 1997, and then one under the editorship of Ravi Zacharias, 2003. The 2003 edition is approved of by Martin’s family. ISBN 0-7642-2821-8
- (ed). UFO: Friend Foe or Fantasy (Christian Research Institute, Wayne, New Jersey, 1968).
- Screwtape Writes Again (Vision House, Santa Ana, 1975). ISBN 0-88449-022-X
- Abortion: Is It Always Murder? (Vision House, Santa Ana, 1977). ISBN 0-88449-066-1
- The Riddle of Reincarnation (Vision House, Santa Ana, 1977). ISBN 0-88449-065-3
- (ed). The New Cults (Vision House, Santa Ana, 1980). ISBN 0-88449-016-5
- (ed). Walter Martin’s Cults Reference Bible (Vision House, Santa Ana, 1981). ISBN 0-88449-075-0
- The New Age Cult (Bethany House, Minneapolis, 1989). ISBN 1-55661-077-7
- «Ye Shall Be as Gods» in The Agony of Deceit, edited by Michael S. Horton (Moody Press, Chicago, 1990), pp. 89–105. ISBN 0-8024-8776-9
- and Jill Martin-Rische, Through the Windows of Heaven (Broadman & Holman, Nashville, 1999). ISBN 0-8054-2031-2
- and Jill Martin Rische & Kurt Van Gorden, The Kingdom of the Occult (Thomas Nelson, Nashville, 2008). ISBN 1418516449
- Dwight Moody Secret Power, Introduced and edited by Walter R. Martin (Regal Books, Ventura, 1987). ISBN 0830712194
- Montgomery, John Warwick, Computers, Cultural Change and the Christ (Christian Research Institute, Wayne, New Jersey, 1969).

### Статьи
- «Father Divine … King of Cultists», Eternity (August 1955), pp. 8–9 and 42-44.
- «The Layman and the Cults», Eternity (August 1956), pp. 22–23 and 38.
- «Are Seventh-day Adventists Evangelicals?», Christian Life (October 1956), pp. 58–60.
- «Seventh-Day Adventism Today», Our Hope, 63/5 (November 1956), pp. 273–284.
- «The Truth About Seventh-day Adventism: Its Historical Development from Christian Roots», Eternity (October 1956), pp. 6–7 and 38-39.
- «What Seventh-day Adventists Really Believe», Eternity (November 1956), pp. 20–21, and 38-43.
- «Adventist Theology vs. Historic Orthodoxy», Eternity (January 1957), pp. 12–13 and 38-40.
- «Jehovah’s Witnesses and the Gospel of Confusion», Eternity (September 1957), pp. 22–23 and 36-37.
- "The Christian and the Law, " Eternity, June 1958, pp. 19 & 36.
- «More About Karl Barth», Eternity (November 1959), pp. 21–23, 38 and 49.
- «Reversing his Field» (Book review of Edgar Goodspeed, Matthew Apostle and Evangelist) Eternity, December 1959, p. 40.
- «What Can We Do about the Terrifying Trend of Alcoholism?», Eternity (August 1960), pp. 18–20, and 33-34.
- «Cult Study» [Book review of John Gerstner, The Theology of the Major Sects], Christianity Today, 21 November 1960, pp. 38–39.
- "Seventh-Day Adventism, " Christianity Today, 19 December 1960, pp. 13–15.
- «Grackles and Bluebirds» (Tribute to Donald Grey Barnhouse) Eternity (March 1961), p. 12.
- «An Answer to the Hippies» [Book review of Lit-Sen Chang, Zen-Existentialism], Christianity Today, 5 December 1969, pp. 17–18.
- «SENT/EAST: Electronic Answering Search Technology», The Christian Librarian, 14/1 (October 1970), pp. 3–6.
- «Christian Research Institute», The Christian Librarian, 14/1 (October 1970), pp. 15–18.
- «Personal Responsibility», The Christian Librarian, 14/2 (December 1970), pp. 10–12.
- «Cults The Spirits of Error», Christian Life (April 1978), pp. 22–25 and 63-65.
- «John Todd: The Illuminati», Logos Journal, 9 (March 1979), pp. 67–69.
- «Charismatics and the Cult of Mary» (Part 1), Forward, 3/1 (Spring 1980), pp. 6–7.
- «Charismatics and the Cult of Mary» (Part 2), Forward, 3/2 (Fall 1980), pp. 3 & 7.
- «Meditation as God Intended», Moody Monthly (December 1986), pp. 34–35.
- "The PTL Scandal and Biblical Repentance, " Christian Research Journal, Summer 1987, p. 31.
- "Satanism on the Rise, " Christian Research Newsletter, 2/5 (1989), p. 5.